# Oxyagrion hempeli
Oxyagrion hempeli là một loài chuồn chuồn kim trong họ Coenagrionidae.
Oxyagrion hempeli được Calvert miêu tả khoa học năm 1909.